# Communauté du Bocage Coutançais
Die Communauté du Bocage Coutançais ist ein ehemaliger französischer Gemeindeverband mit der Rechtsform einer Communauté de communes im Département Manche in der Region Normandie. Sie wurde am 1. Januar 2014 gegründet und umfasste 42 Gemeinden. Der Verwaltungssitz befand sich im Ort Coutances.

## Historische Entwicklung
Mit Wirkung vom 1. Januar 2017 fusionierte der Gemeindeverband mit
- Communauté de communes du Canton de Saint-Malo-de-la-Lande sowie
- Communauté de communes du Canton de Montmartin-sur-Mer

und bildete so die Nachfolgeorganisation Communauté de communes Coutances Mer et Bocage.

## Ehemalige Mitgliedsgemeinden
1. La Baleine
2. Belval
3. Bricqueville-la-Blouette
4. Cambernon
5. Cametours
6. Camprond
7. Cerisy-la-Salle
8. Courcy
9. Coutances
10. Gavray
11. Grimesnil
12. Guéhébert
13. Hambye
14. Hauteville-la-Guichard
15. Lengronne
16. Le Mesnil-Amand
17. Le Mesnilbus
18. Le Mesnil-Garnier
19. Le Mesnil-Rogues
20. Le Mesnil-Villeman
21. Montaigu-les-Bois
22. Montcuit
23. Monthuchon
24. Montpinchon
25. Muneville-le-Bingard
26. Nicorps
27. Notre-Dame-de-Cenilly
28. Ouville
29. Roncey
30. La Ronde-Haye
31. Saint-Aubin-du-Perron
32. Saint-Denis-le-Gast
33. Saint-Denis-le-Vêtu
34. Saint-Martin-de-Cenilly
35. Saint-Michel-de-la-Pierre
36. Saint-Pierre-de-Coutances
37. Saint-Sauveur-Lendelin
38. Savigny
39. Saussey
40. Sourdeval-les-Bois
41. Vaudrimesnil
42. Ver